# پروستاتکتومی

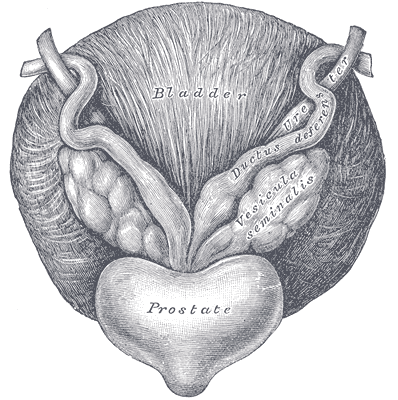
برداشتن پروستات یا پروستاتکتومی عمل جراحی برداشتن پروستات است

پروستاتکتومی (به فرانسوی: Prostatectomie) یا جراحی برداشت پروستات به عمل جراحی گفته می‌شود که در آن تمام یا بخشی از غدهٔ پروستات برداشته می‌شود.
بزرگ شدن پروستات، به‌سبب هایپرپلازی خوش‌خیم پروستات رخ می‌دهد که منجر به بسته‌شدن دریچهٔ ادرار می‌شود، اما گاهی اختلالاتی همچون ورم یا علل دیگری مانند دریچه پیشابراهی خلفی در کودکان نیز می‌توانند جریان طبیعی ادرار در طول میزراه را کم کرده و ناراحتی و اشکال در دفع ادرار را باعث شود.
مداخله‌های پزشکیِ پیشگیرانه با داروهایی مانند فیناستراید ممکن است باعث رفع محدودیت ادرار و در نتیجه عمل جراحی غیرضروری می‌شود، اما هنگامی که محدودیت ادرار گسترش می‌یابد، بااین‌حال، آن را افزایش می‌دهد خطرات ناشی از اروپاتی انسدادی، و حتی درصورت عدم درمان، آسیب جدی کلیوی به‌دلیل نفروپاتی را نیز باعث می‌شود.